# A Self-Made Lady
A Self-Made Lady è un cortometraggio muto del 1918 diretto da David Kirkland.

## Produzione
Il film fu prodotto dalla Fox Film Corporation (come Sunshine Comedies).

## Distribuzione
Distribuito dalla Fox Film Corporation, il film - un cortometraggio in due bobine - uscì nelle sale cinematografiche USA il 17 marzo 1918.